# Ernani (piroscafo)
L'Ernani (già Valacia, già Luceric) è stato un piroscafo da carico italiano (in precedenza britannico), violatore di blocco durante la seconda guerra mondiale.

## Storia
Completato nel 1910 nei cantieri Russell & Co. Ltd. di Greenock per la Bank Line con sede a Londra (già Andrew Weir & Co.), il piroscafo, registrato a Glasgow, stazzava 6526 tsl (successivamente la stazza lorda aumentò a 6619 tsl.), aveva una portata di circa 10.000 tonnellate e si chiamava originariamente Luceric. Lunga 140,2 metri e larga 17,4, la nave era propulsa da una macchina a vapore a triplice espansione prodotta dalla ditta Rankin & Blackmore di Greenock, che consentiva la velocità di 10 nodi.
Acquistata nel 1916 dalla grande compagnia di navigazione Cunard Line con sede a Liverpool, la nave venne ribattezzata Valacia. Dopo un quindicennio di servizio per tale società, nel 1931, il piroscafo venne ceduto alla società italiana INSA (Industrie Navali Società anonima) di Genova, che lo rinominò Ernani. Durante la guerra civile spagnola la nave venne impiegata per il trasporto di truppe e rifornimenti per il Corpo Truppe Volontarie, effettuando un primo viaggio in Spagna tra gennaio e febbraio del 1937. Il 18 marzo l'Ernani lasciò La Spezia e compì un secondo viaggio in Spagna, trasportando 3600 tonnellate di munizioni e vestiario.
Ultimo armatore del piroscafo fu la Ditta del genovese Giovanni Gavarone, che lo acquistò nel 1938 (Gavarone era anche proprietario dell'INSA, pertanto si trattò solo di un trasferimento formale), iscrivendolo con matricola 1375 al Compartimento marittimo di Genova. Il 17 gennaio 1940 l'unità entrò in collisione, nell'estuario del Tamigi, con la nave faro britannica Brake, affondandola e riportando gravi danni.
In seguito all'entrata dell'Italia nel secondo conflitto mondiale, il 10 giugno 1940, l'Ernani riparò a Las Palmas de Gran Canaria, nell'arcipelago delle Canarie, territorio spagnolo e neutrale, dove venne internata. Nei successivi mesi la nave stazionò inattiva in tale porto, finché, il 28 aprile 1941, venne requisita dalla Regia Marina (senza tuttavia essere iscritta nel ruolo del naviglio ausiliario dello Stato). I servizi segreti britannici ritennero che la nave fosse passata sotto il controllo delle autorità tedesche ed avesse assunto il nome di Sleipner II, ma l'informazione era errata.
Nel frattempo, infatti, lo Stato Maggiore della Regia Marina aveva proposto ed ottenuto di mettere a punto un piano per far forzare il blocco alleato da parte dei mercantili rifugiati nelle nazioni neutrali più benevole nei confronti dell'Italia (Spagna, Brasile e Giappone) e farli giungere a Bordeaux, base atlantica italiana (Betasom) nella Francia occupata: le navi sarebbero passate sotto il controllo delle forze tedesche, mentre i carichi (ancora a bordo da quando, dopo la dichiarazione di guerra, si erano rifugiate nei porti neutrali) sarebbero stati trasferiti in Italia via terra. Dopo la trasmissione delle istruzioni da seguire per la partenza ed il viaggio, venne organizzata la partenza dei vari mercantili, iniziando dalla Spagna continentale, dalla quale, tra il febbraio ed il giugno 1941, si trasferirono a Bordeaux i mercantili Clizia, Capo Lena ed Eugenio C.. Venne quindi organizzato il trasferimento delle navi che si trovavano nelle Canarie, 17 in tutto. Dato che tuttavia, dopo un anno di inattività, molte unità non erano in condizioni adatte ad affrontare una difficile traversata atlantica in tempo di guerra (le carene erano ricoperte di denti di cane ed alcune navi non erano entrate in bacino di carenaggio da oltre due anni), venne disposto l'invio alle Canarie del capitano di corvetta Eugenio Normand, che ispezionò tutti i mercantili là internati e compilò un dettagliato rapporto in cui individuò in nove le navi che avrebbero potuto prendere il mare: tra di esse vi era l'Ernani. Tra aprile e giugno partirono per la Francia, nell'ordine, i mercantili Capo Alga, Burano, Recco, Sangro, Gianna M., Todaro, Atlanta ed Ida, tutti giunti a destinazione ad eccezione di Recco, Sangro e Gianna M.. Lo spionaggio inglese, attivo nelle Canarie, segnalò che il 29 aprile l'Ernani stava caricando manganese dal piroscafo Cherca.
L'Ernani fu la nona ed ultima nave a partire. Dopo aver imbarcato un carico di rottami di ferro, la sera del 25 giugno 1941 il piroscafo, al comando del capitano Guglielmo Rastelli della Marina mercantile e con equipaggio di 34 uomini, salpò da Las Palmas per cercare di violare il blocco alleato e raggiungere Bordeaux. La nave avrebbe dovuto essere camuffata in modo da assomigliare al piroscafo olandese Enggano, che era però più piccolo (5412 tsl), ma, su suggerimento dell'addetto navale a Madrid per tramite del viceconsole locale, le operazioni di camuffamento (costruzione di una coffa posticcia su un albero, eliminazione dell'altro albero, innalzamento di murate posticce, verniciatura in nero di scafo e fumaiolo, il tutto richiedente probabilmente tre o quattro giorni di tempo) vennero iniziate dall'equipaggio solo in mare aperto, dopo la partenza, per non insospettire i servizi segreti britannici. L'arrivo a Bordeaux era previsto tra il 9 e l'11 luglio. Tre giorni dopo la partenza, tuttavia – quando ancora il camuffamento non era stato completato –, alle 16.42 del 28 giugno, il piroscafo venne avvistato dal sommergibile tedesco U 103 (al comando del Korvettenkapitän Viktor Schütze e sulle tracce del convoglio britannico «SL 76», in navigazione nelle vicinanze), che, non avendo riconosciuto la nave come italiana, passò all'attacco ed alle 23.28 le lanciò un primo siluro, con i tubi di poppa, mancandola. Alle 21.10 del 28 giugno ora italiana (per altro fuso orario alle 00.51 del 29) l'ultimo siluro rimasto all'U 103 andò a segno sul lato di dritta, colpendo l'Ernani tra la sala macchine e la stiva numero 4, aprendo una grossa falla, distruggendo le scialuppe del lato di dritta e provocando l'affondamento di poppa del piroscafo in quattro minuti (per altre fonti in ventun minuti), in posizione 27°52' N e 26°17' E, circa 450 miglia ad ovest dell'isola di La Palma (Canarie).
Lo scoppio del siluro uccise il primo ufficiale di macchina Gerolamo Bonocore e l'ingrassatore Giovanni Ghiglino, che erano di guardia in sala macchine, mentre il resto dell'equipaggio ebbe appena il tempo di calare le due scialuppe del lato di sinistra (su una prese posto il comandante Rastelli, mentre dell'altra assunse il comando il primo ufficiale), che si erano allontanate dalla nave solo di pochi metri quando essa s'inabissò. Dopo l'affondamento, l'U 103 emerse e Schütze chiese in inglese ai sopravvissuti l'identità della loro nave, i loro porti di destinazione ed arrivo ed il nome del comandante. Il comandante Rastelli, ignorando di avere a che fare con un sommergibile tedesco e quindi «amico», rispose che la nave affondata era il piroscafo italiano Ernani in navigazione da Las Palmas ad Horta (mentendo sul porto di destinazione, Horta invece di Bordeaux, in quanto riteneva che la sua nave fosse stata affondata da un sommergibile britannico) e chiese poi soccorso, in quanto, causa la rapidità dell'affondamento, non era stato possibile lanciare un SOS: il comandante tedesco non dette credito alle affermazioni di Rastelli circa l'identità della nave affondata, dato che il piroscafo affondato non si trovava sulla rotta di cui i naufraghi parlavano, e, dopo aver spiegato di non poter aiutare i sopravvissuti in nessun modo, si allontanò dalla zona senza recuperare nessuno, ma affermando che avrebbe lanciato un SOS per richiamare altre navi in zona.
Dopo l'allontanamento dell'U-Boot Rastelli fece l'appello, onde verificare se qualcuno era scomparso: risultarono infatti dispersi Bonocore e Ghiglino, che furono cercati inutilmente sino a mezzanotte. Le due scialuppe iniziarono poi la navigazione verso la terra più vicina, le Canarie, a 460 miglia di distanza: i superstiti si alternavano giorno e notte ai remi, utilizzando inoltre anche le vele per cercare di ridurre i tempi. Il 10 luglio si alzò forte vento ed il mare s'ingrossò progressivamente, sballottando violentemente le due imbarcazioni: la scialuppa del primo ufficiale, in particolare, iniziò lentamente ad allagarsi a causa di una falla, perciò Rastelli decise di abbandonarla e prendere a bordo dell'altra imbarcazione tutti i naufraghi. Intorno a mezzogiorno del 12 luglio, infine, i 32 uomini sbarcarono, stremati, nei pressi del faro di Fuencaliente, sull'isola di La Palma, dove vennero soccorsi e nutriti dalla popolazione locale.
Il 14 luglio venne trasmesso a Supermarina, a Roma, un telespresso urgente: «Ministero Marina spagnolo comunica che ore quattordici corrente dodici est giunta isola Canaria imbarcazione piroscao Ernani con trentadue naufraghi stop Ernani est stato silurato ventotto giugno at quattrocentocinquanta miglia ponente isola Palma stop Nel siluramento sono periti primo macchinista et ingrassatore alt». La Regia Marina protestò presso la Kriegsmarine per l'affondamento di una nave italiana, cui venne risposto riferendo che l'Ernani era camuffato da olandese Enggano e quindi non riconoscibile: affermazione parzialmente vera, considerando che l'opera camuffamento era ancora in corso al momento dell'affondamento. Il comandante Schütze non venne comunque ritenuto responsabile della perdita di una nave italiana, non essendo stato informato della presenza di unità amiche nella zona.
Per evitare che un episodio del genere potesse ripetersi, in occasione dei viaggi dal Brasile a Bordeaux (tra fine giugno e fine luglio 1941) di altri tre violatori di blocco, i piroscafi Monbaldo, XXIV Maggio e Butterfly, camuffati rispettivamente da navi britanniche Castelmoor ed Australind e panamense Penelope, la presenza della nave venne comunicata a tutti i sommergibili italiani operanti in Atlantico.